# 無名戦士の墓 (フランス)
フランスの無名戦士の墓（フランス語: Tombe du Soldat inconnu）は、パリのエトワール凱旋門の下にあり、1920年11月11日に埋葬されたが、同時期にイギリスのウェストミンスター寺院にも無名戦士が埋葬されたため、両墓は第一次世界大戦の身元不明の戦死者を顕彰する最初の墓となった。これは無名戦士の墓の初の事例である。
墓には「Ici repose un soldat français mort pour la Patrie（祖国のために命を落としたフランス兵がここに眠る）」と書かれている。

## 永遠の炎

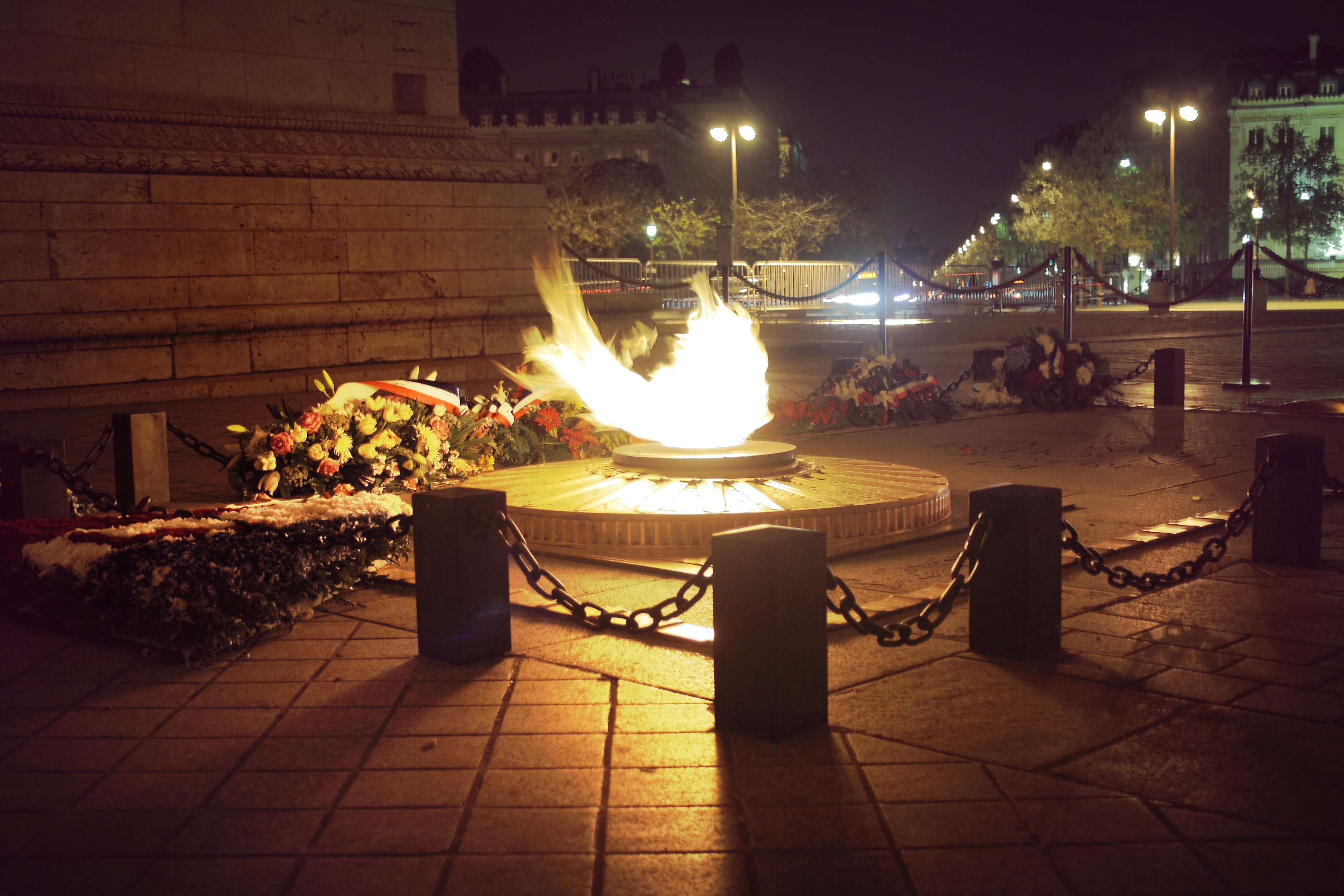
永遠の炎

当時陸軍大臣だったアンドレ・マジノは「追悼の火」を設置するプロジェクトを支援し、1923年11月1918日に初めて点火された。毎日18:30から無名戦士の墓の点火式として献花と点火のセレモニーが行われている。

## 住所表記
- Place Charles de Gaulle Étoile 75008 Paris